# Paul Thomas de Girac
Pour les articles homonymes, voir Paul Thomas, Thomas et Girac (homonymie).
Paul Thomas, sieur de Girac, né à Angoulême et mort en 1663, est un homme de lettres français.
Né dans une famille noble d'Angoulême, les Thomas de Bardines, Thomas de Girac fut conseiller au présidial de sa ville natale. Son compatriote Guez de Balzac l’engagea, au sujet de l’édition posthume des œuvres de Vincent Voiture par son neveu Pinchesne, dans une retentissante querelle littéraire, qui l'opposa à Pierre Costar, ami de Voiture et donna lieu, pendant cinq ans, à une série de publications plus érudites les unes que les autres : Costar ayant fait paraître une Défense des ouvrages de Voiture (Paris, 1653, in-4°) et une Suite de la Défense (1654), qui lui valut une pension de 500 écus de Mazarin, Girac lui apporta successivement une Réponse (1655), puis une Réplique, qui témoignent de sa droiture et de sa grande connaissance des antiquités grecques et latines.

## Source
- Gustave Vapereau, Dictionnaire universel des littératures, Paris, Hachette, 1876, p. 889
- Société Archéologique et Historique de la Charente - Bulletins et mémoires - Série 8, tome IX